# Sulfeto

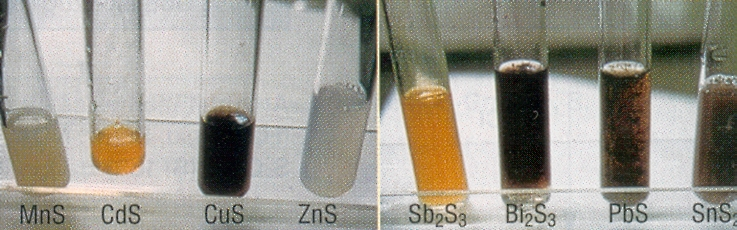
Oito sulfetos pesados precipitados

Em química, um sulfeto (português brasileiro) ou sulfureto (português europeu) é a combinação do enxofre (estado de oxidação -2) com um elemento químico ou um radical. Há poucos compostos covalentes do enxofre, como o dissulfeto de carbono (CS2) e o sulfeto de hidrogênio (H2S) que também são considerados como sulfetos. A maioria são sulfetos metálicos.
Muitos sulfetos são significativamente tóxicos por inalação ou ingestão.

## Nomenclatura
A nomenclatura oficial segue a regra:
Sulfeto de nome do elemento ligado ao enxofre.
ZnS – Sulfeto de zinco
CaS – Sulfeto de cálcio
H2S – Sulfeto de hidrogênio

## Produção e usos
O sulfeto de sódio é produzido industrialmente aquecendo-se sulfato de sódio com carvão. Este era parte do processo Leblanc, uma das principais formas desenvolvidas no século passado como intermediária para produção de carbonato de sódio, sendo abandonada pela poluição que causava e pelo desenvolvimento do processo Solvay.
Dois dos principais usos dos sulfetos são no curtimento de couros e na fabricação de papel pelo processo kraft. Existem também aplicações medicinais.
Por formar compostos insolúveis em ácidos com vários metais pesados, o sulfeto é usado na "inativação" destes (por exemplo: mercúrio, chumbo, cobre).

## Outras reações
Vários sulfatos, quando expostos a ação de um ácido mineral forte, liberam sulfeto de hidrogênio.
 H2SO4 + CaS → CaSO4 + H2S↑ 
Alguns sulfetos não são solúveis em ácidos, só sendo dissolvidos quando oxidados.
Uma exemplo perigoso desta oxidação dos sulfetos é durante a mineração de muitos minérios de ferro: os sulfetos de ferro não podem ser aproveitados para produção de aço, pois enfraquecem o aço e são difíceis de retirar da liga. Assim, o sulfeto é deixado de lado em alguns lugares e se oxida ao ar, formando nuvens de dióxido de enxofre e sulfeto de hidrogênio, poluindo o meio ambiente.

## Compostosde sulfeto
- Sulfeto de hidrogênio: H2S
- Dissulfeto de carbono: CS2

## Mineraisde sulfeto
- Arsenopirita: FeAsS
- Argentita: Ag2S
- Calcopirita: CuFeS2
- Cinábrio: HgS
- Galena: PbS
- Pirita: FeS2
- Realgar: AsS
- Estibina: Sb2S3
- Esfalerita/Blenda: ZnS
- Wurtzita: ZnS
- Argirodita: GeS2.4(Ag2S)

## Química orgânica
Em química orgânica, "sulfeto" usualmente refere-se a ligação C-S-C, embora o termo tioéter seja menos ambíguo. Por exemplo, o tioéter sulfeto de dimetila é CH3-S-CH3. Sulfeto de polifenileno (ver abaixo) tem a fórmula empírica C6H4S. Ocasionalmente, o termo sulfeto refere-se a moléculas contendo o grupo funcional -SH. Por exemplo, sulfeto de metila pode significar CH3-SH. A descrição preferida para tais compostos contendo o grupo SH é tiol ou mercaptano, i.e. metanotiol, ou metil-mercaptano.

Sulfeto de polifenileno

## Dissulfetos
Surge confusão dos diferentes significados do termo "dissulfeto". Dissulfeto de molibdênio (MoS2) consiste de centros separados de sulfeto, em associação com molibdênio no estado de oxidação formal 4+ (Mo4+). Dissulfeto de ferro (pirita, FeS2) por outro lado consiste de S22−, ou diânion −S–S−, em associação com ferro divalente no estado de oxidação formal 2+ (íon ferroso: Fe2+). Dimetildissulfeto tem a ligação química CH3-S–S-CH3, enquanto dissulfeto de carbono não tem ligação S–S, sendo S=C=S (molécula linear análoga ao CO2). Mais frequente na química do enxofre e n bioquímica, o termo dissulfeto é comumente atribuído ao análogo do enxofre da ligação peróxido (−O–O−). A ligação dissulfeto (−S–S−) desempenha uma papel maior na conformação de proteínas e na atividade catalítica de enzimas.

## Exemplos
| Fórmula | | Ponto de fusão (°C) | Ponto de ebulição (°C) | Número CAS  |
| ------- | --- | ------------------- | ---------------------- | ----------- |
| H2S     | Sulfeto de hidrogênio é um gás muito tóxico e corrosivo caracterizado por um odor de "ovo podre" típico".                                                                                             | -85,7               | -60,20                 | 7783-06-4-- |
| CdS     | Sulfeto de cádmio pode ser usado em fotocélulas. | 1750                |                        | 1306-23-6-- |
| CS2     | Dissulfeto de carbono é algumas vezes usado como um solvente na indústria química. | -111,6              | 46                     | 75-15-0--   |
| PbS     | Sulfeto de chumbo é usado em sensores infravermelho. | 1114                |                        | 1314-87-0-- |
| MoS2    | Dissulfeto de molibdênio, o mineral molibdenita, é usado como um catalisador para remover enxofre de combustíveis fósseis; também como lubricante para aplicações de alta temperatura e alta pressão. |                     |                        | 1317-33-5-- |